# Задарівська сільська рада
Зада́рівська сільська́ ра́да — адміністративно-територіальна одиниця та орган місцевого самоврядування в Монастириському районі Тернопільської області. Адміністративний центр — село Задарів.

## Загальні відомості
Задарівська сільська рада утворена в 1940 році.
- Територія ради: 4,34 км²
- Населення ради: 1 397 осіб (станом на 2001 рік)
- Територією ради протікає річка Золота Липа

## Населені пункти
Сільській раді були підпорядковані населені пункти:
- с. Задарів
- с. Сеньків

## Склад ради
Рада складалася з 16 депутатів та голови.
- Голова ради: Рібий Іван Васильович
- Секретар ради: Марухняк Іван Степанович

### Керівний склад попередніх скликань
| Прізвище, ім'я, по батькові | Основні відомості                                                               | Дата обрання | Дата звільнення |
| --------------------------- | ------------------------------------------------------------------------------- | ------------ | --------------- |
| Садівський Іван Степанович  | Сільський голова, 1950 року народження, безпартійний                            | 26.03.2006   | 31.10.2010      |
| Рібий Іван Васильович       | Сільський голова, 1968 року народження, освіта середня спеціальна, безпартійний | 31.10.2010   |                 |

Примітка: таблиця складена за даними сайту Верховної Ради України

### Депутати
За результатами місцевих виборів 2010 року депутатами ради стали:

#### За суб'єктами висування
| Суб'єкт висування | Кількість обраних депутатів | %   |
| ----------------- | --------------------------- | --- |
| Самовисування     | 16                          | 100 |

#### За округами
| № округу | Прізвище, ім'я, по батькові   | Дата визнання обраним | Освіта  | Партійна приналежність | Відомості про обраного депутата                              |
| -------- | ----------------------------- | --------------------- | ------- | ---------------------- | ------------------------------------------------------------ |
| 1        | Попик Ганна Степанівна        | 01.11.2010            | вища    | позапартійна           | ПАП «Колос», підсобний робітник                              |
| 2        | Батіг Марія Василівна         | 01.11.2010            | середня | позапартійна           | ПАП «Колос», підсобний робітник                              |
| 3        | Михайлович Оксана Василівна   | 01.11.2010            | вища    | позапартійна           | Задарівська сільська рада, бухгалтер                         |
| 4        | Марухняк Іван Степанович      | 01.11.2010            | вища    | позапартійний          | Задарівська сільська рада, секретар                          |
| 5        | Батіг Надія Василівна         | 01.11.2010            | середня | позапартійна           | Бібліотека с. Задарів, завідувачка                           |
| 6        | Ганішевська Ольга Олексіївна  | 01.11.2010            | середня | позапартійна           | приватний підприємець                                        |
| 7        | Короташ Василь Іванович       | 01.11.2010            | вища    | позапартійний          | приватний підприємець                                        |
| 8        | Пристай Наталія Михайлівна    | 01.11.2010            | вища    | позапартійна           | Відділення зв'язку с. Задарів, начальник                     |
| 9        | Латин Світлана Василівна      | 01.11.2010            | вища    | позапартійна           | Територіальний центр, соціальний працівник                   |
| 10       | Рожаловська Ганна Олексіївна  | 01.11.2010            | середня | позапартійна           | Територіальний центр, соціальний працівник                   |
| 11       | Михайлович Галина Іванівна    | 01.11.2010            | вища    | позапартійна           | ПАП «Колос», підсобний робітник                              |
| 12       | Тримбалюк Ольга Іванівна      | 01.11.2010            | вища    | позапартійна           | ПП Дарій Н. В., продавець                                    |
| 13       | Ріба Софія Василівна          | 01.11.2010            | середня | позапартійна           | тимчасово не працює                                          |
| 14       | Процько Михайло Степанович    | 01.11.2010            | середня | позапартійний          | тимчасово не працює                                          |
| 15       | Харик Тарас Степанович        | 01.11.2010            | середня | позапартійний          | тимчасово не працює                                          |
| 16       | Стойківська Оксана Степанівна | 01.11.2010            | вища    | позапартійна           | фельдшерсько-акушерський пункт с. Сеньків, молодша медсестра |